# Proces historyczno-literacki
Proces historyczno-literacki – przebieg dziejów literatury ujęty jako proces dynamiczny, jako układ ścierających się tendencji, rządzony przez określony system prawidłowości wewnętrznych i zewnętrznych. Dzieli się na odcinki zwane okresami literackimi. Polega na pojawieniu się nowych dzieł, nowych zjawisk literackich, nowego sposobu rozumienia tradycji literackiej, na przekształceniach norm i wzorów literackich. Prawidłowości wewnętrzne to prawidłowości wynikające z rozwoju samej literatury z życiem społecznym, przemianami kultury itd.